# وادي الموجب
وادي الموجب أو نهر الموجب، وذكر في التوراة باسم (نهر أرنون)، هو وادي شديد الانحدار يصب في البحر الميت وكان قديماً يشكل جزءاً من الحدود الشمالية لمملكة مؤاب، يقع على بعد 4 كيلومترات جنوب مدينة ذيبان ويبلغ عمقه 500 متر تقريباً وينحدر من الجنوب 9 كيلومترات وصعوداً 11 كيلومتراً. وقد أطلق العرب على هذا الوادي لفظ «موجب» المشتقة من «وجب» وتعني «سقط محدثاً ضجة» أي أن مياهه تنحدر باعثة هديراً، لأن فرق الارتفاع بين بدايته ونهايته يزيد على 1300 متر.

## تاريخ
حدد علماء الآثار وادي الموجب كبقعة مأهولة بالسكان منذ العصر النحاسي (4500-3200 قبل الميلاد). وخلال العصور القديمة، خدم وادي الموجب كحد فاصل جغرافي وسياسي رئيسي بين ممالك موآب وعمون. وتصنف المنطقة على أنها بقعة تجارية للملح والزيت في حين يعتمد القرويون اليوم على الزراعة كمصدر للدخل.
وقد جاء وصف الوادي في مسلة ميشع، وفي كتب الإدريسي، ويضم وادي الموجب العديد من الآثار الهامة التي تعود إلى أزمنة وحضارات سابقة، منها آثاراً نبطية وقلعة رومانية، كما ويُحمى مدخل الوادي ببرجين مربعي الشكل، وفي العصر الحديث أقيم على هذا الوادي سد يحمل اسمه، وهو يعد من السدود الهامة في منطقة وسط الأردن.
كتب الملك ميشع على مسلته «وعبدت الطريق في وادي الموجب» ورصفها الرومان بالحجارة ووضعوا الحجارة على جانبي الطريق وأقاموا القلاع ووضعوا حاميات عسكرية لحمايتها وحماية القوافل التي كانت تمر بها.
وكتب الإدريسي واصفاً وادي الموجب في كتابه (نزهة المشتاق في اختراق الآفاق):
«ومنها (الشراة) إلى عمان، نمر فيما بين شعبتي جبل يقال له: الموجب. وهو واد عظيم القعر ويمر فيما بين هذين الشعبين. وليسا متباعدين بذلك يكون، مقدار ما يمكن إنسان ان يكلم إنساناً وهما واقفان على ضفتي النهر، يسمع أحدهما الآخر. ينزل فيه السالك ستة أميال ويصعد ستة أميال»

## السياحة

### محمية وادي الموجب
تعتبر هذه المحمية أخفض محمية طبيعية في العالم، وتقع في وادي الموجب العميق، على مسافة ليست ببعيدة عن شرق البحر الميت، وبعمق  410 م تحت سطح البحر. تمتد المحمية بمناظرها الطبيعية الجميلة شمالا إلى جبال الكرك وجنوبا نحو مادبا، حيث تصل إلى مستوى 900 م فوق سطح البحر في بعض الأماكن. يتمتع وادي الموجب بتنوع حيوي مذهل نتيجة لفرق ارتفاعاته الذي يصل إلى 1300 م وتدفق المياه في الوادي على مدار العام من سبعة روافد. تم توثيق ما يزيد على 300 جنس من النباتات وعشر أجناس من اللواحم مثل الكاركال وهو نوع من القطط البرية متوسطة الحجم آكل للحوم والعديد من أجناس الطيور المهاجرة وغير المهاجرة. وتعد المحمية ملاذاً آمناً لأجناس نادرة من السنوريات والماعز وحيوانات جبلية. أما منحدرات وادي الموجب ذات الصخور الرملية فتعتبر موطناً مثاليّاً لواحد من أهم أنواع ماعز الجبال في العالم وهو الوعل النوبي. 
كما توجد عدة أنواع من الطيور كطائر الرخمة المصرية وطائر العقاب البونلي والعصفور السينائي وهو الطائر الوطني في الأردن باعتباره من أجمل الطيور المقيمة في معظم المناطق الجنوبية خصوصا محمية وادي الموجب ومدينة البتراء الأثرية.

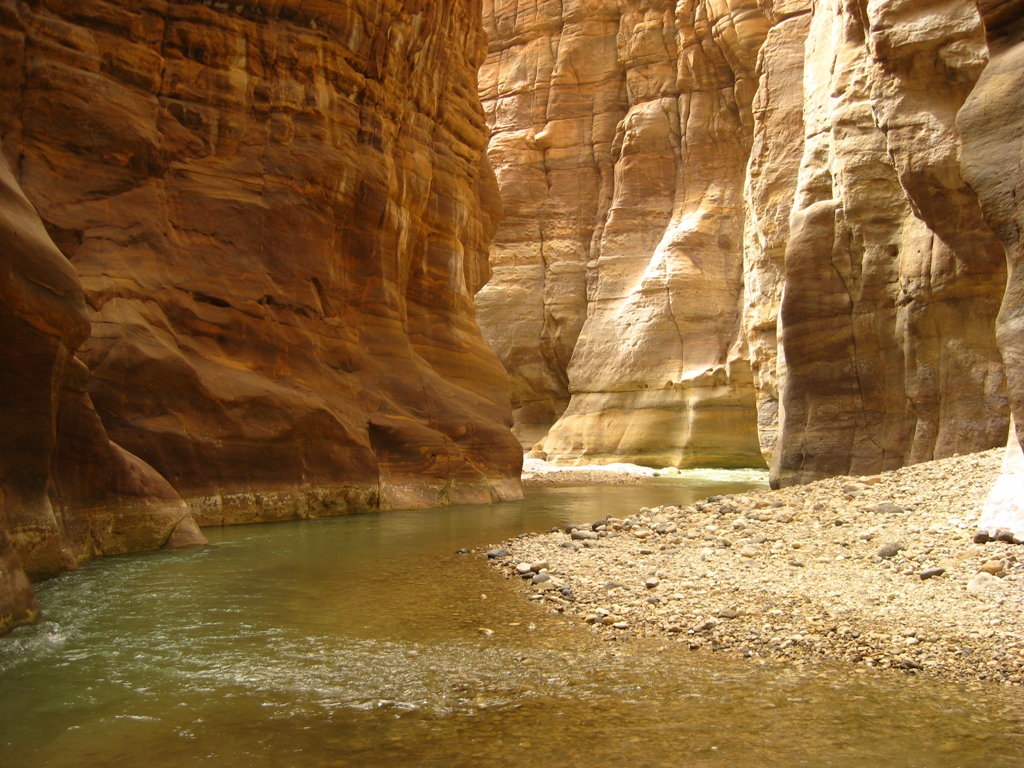
داخل الوادي

بالإضافة إلى الطيور المقيمة، تعتبر المحمية ذات أهمية إستراتيجية باعتبارها محطة توقف آمنة للعدد الهائل من الطيور المهاجرة التي تطير سنويًا على طول وادي الصدع العظيم بين إفريقيا وشمال شرق أوروبا. من الممكن رؤية الطيور التالية في الموجب:
- نسر أبو ذقن
- نسر أسمر
- بيدق
- عويسق
- صقر الغروب
- السفرج
- بومة عمانية
- أبلق مقلنس
- قليعي أسود الذيل
- ثرثارة عربية
- زمير وردي
- دوري البحر الميت
- زرزور أسود

### ممر السيق

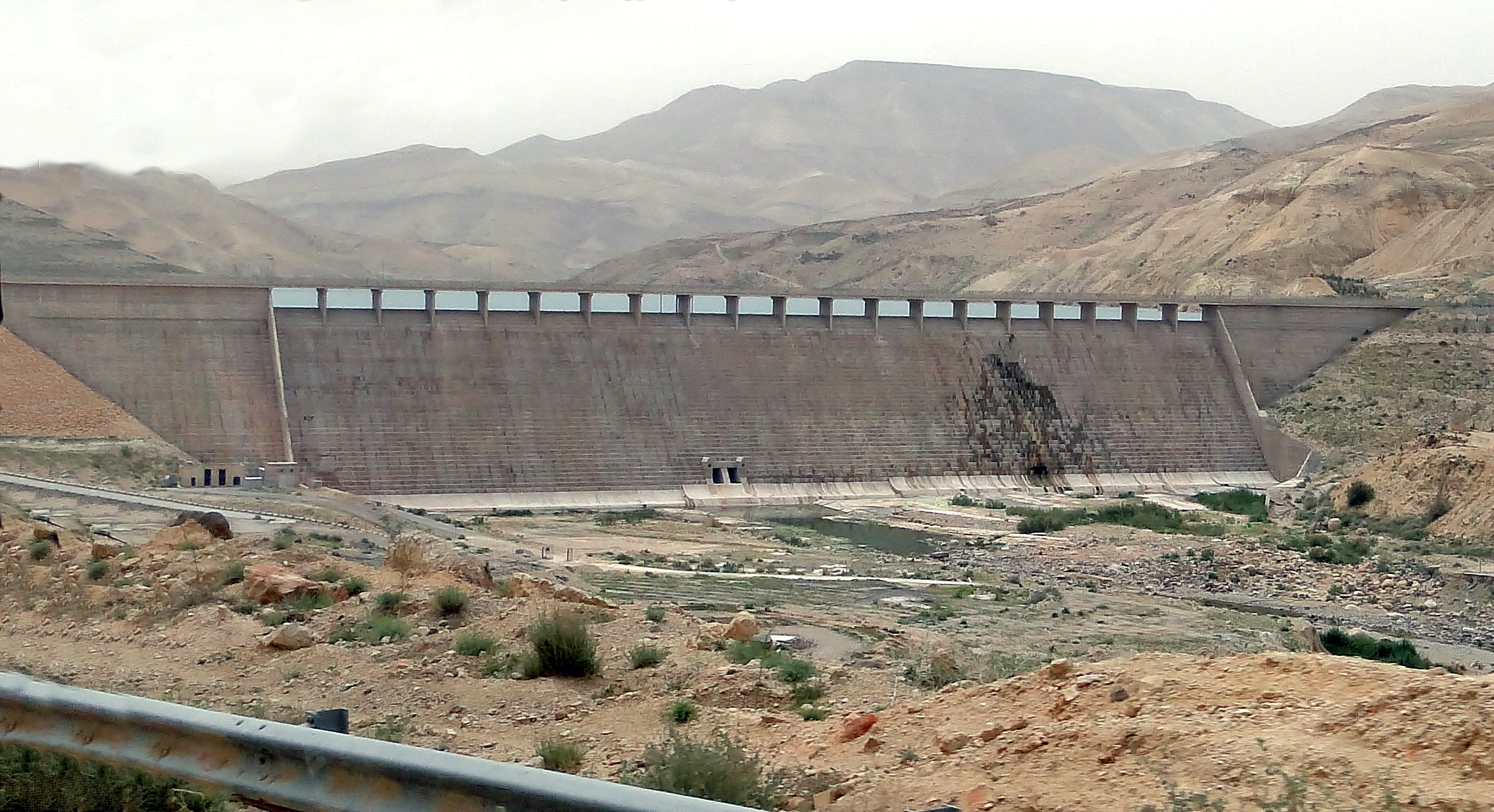
سد وادي الموجب

يبدأ المسار من مركز مغامرات الموجب حيث يمر عبر الممر المعلّق، متبعا مسار النهر بين منحدرين كبيرين من الصخور الرملية، وصولاً إلى قاعدة شلال كبير. قد يضم الوادي الضيّق بركة عميقة مناسبة للسباحة، وذلك تبعاً لمستويات الأمطار الموسمية في ذلك العام..

### ممر الشلال
يبدأ الممر من مركز مغامرات الموجب على طريق البحر الميت وصولاً إلى الجنوب (نقطة البداية). بعد دخول ممر الوادي الضيق بمسافة قصيرة، يصل السائح إلى قمة شلال مذهل يبلغ ارتفاعه 20 م. بعد نزول الشلال، يستمر المسير على طول ممر السيق وصولاً إلى مركز مغامرات الموجب.

### ممر الملاقي
بدأ المسار في مركز مغامرات الموجب على طريق البحر الميت وصولاً إلى الجنوب (نقطة البداية). يمتد الطريق عكس اتجاه التيار وصولاً إلى نقطة التقاء نهر الموجب مع نهر الهيدان، حيث يسبح السائح في بركٍ طبيعية قبل النزول إلى شلال يبلغ ارتفاعه 20 م، وذلك تحت إشراف مرشدٍ مدرّب. بعد ذلك، يتابع المسير على طول ممر السيق وصولاً إلى مركز مغامرات الموجب.

### مسار البدن
ينطلق المسار من مركز مغامرات الموجب على طريق البحر الميت قبل أن يبدأ بالنزول إلى المحمية. يستمر الممر جنوباً بمحاذاة البحر الميت، ترافقك لوحة طبيعية بديعة من زرقة البحر طوال الرحلة. بعد ذلك يتابع السائح المسير مروراً بعدد من الأودية الجافة ومحطة الردّاس حيث قد يصادف الوعل النوبي «البدن». يشتهر المكان أيضاً باحتوائه على التمثال الصخري لزوجة لوط. بعد الاستراحة في المحطة، يستمر الطريق حوالي ساعة.

### مسار الهيدان
يمتد  المسار، منطلقاً من مركز الزوار، من الجنوب الغربي إلى الشمال الشرقي. يحتاج السائح إلى السباحة من بركة إلى أخرى إلى أن يصل إلى نقطة النهاية حيث مطحنة القمح القديمة.

### الانزلاق على الحبل
قامت محمية الموجب للمحيط الحيوي بتوفير رياضة الانزلاق على الحبل عبر تركيب حبلين متوازيين بما يتيح لشخصين الانزلاق معاً. يبلغ طول الحبل 100 م، أما المنزلَق فطوله حوالي 9 م، ويمتد مع جسر الموجب من نقطة انطلاقه في مركز الزوار وصولاً إلى الجانب الآخر من الوادي.

## بانوراما

وادي الموجب
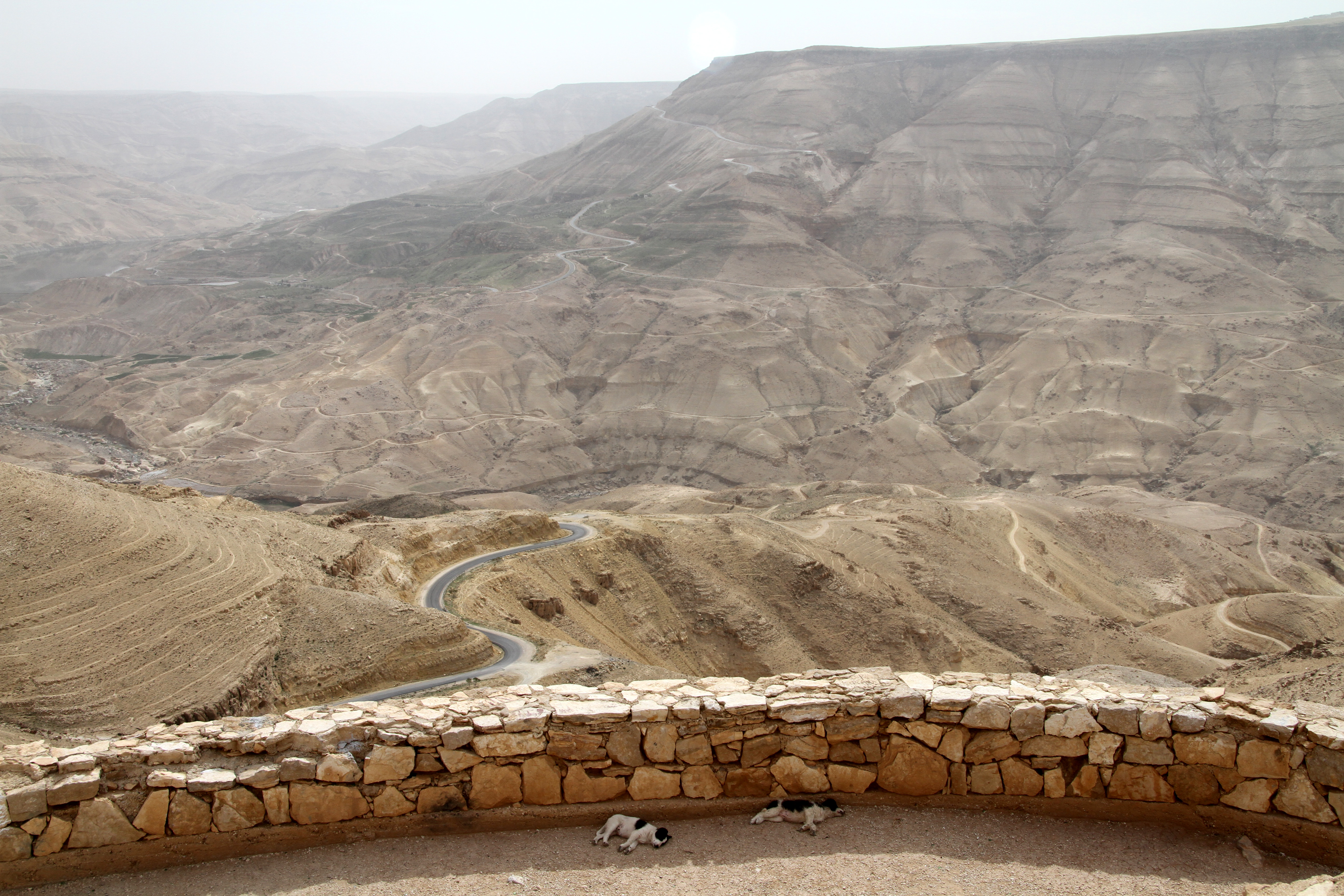
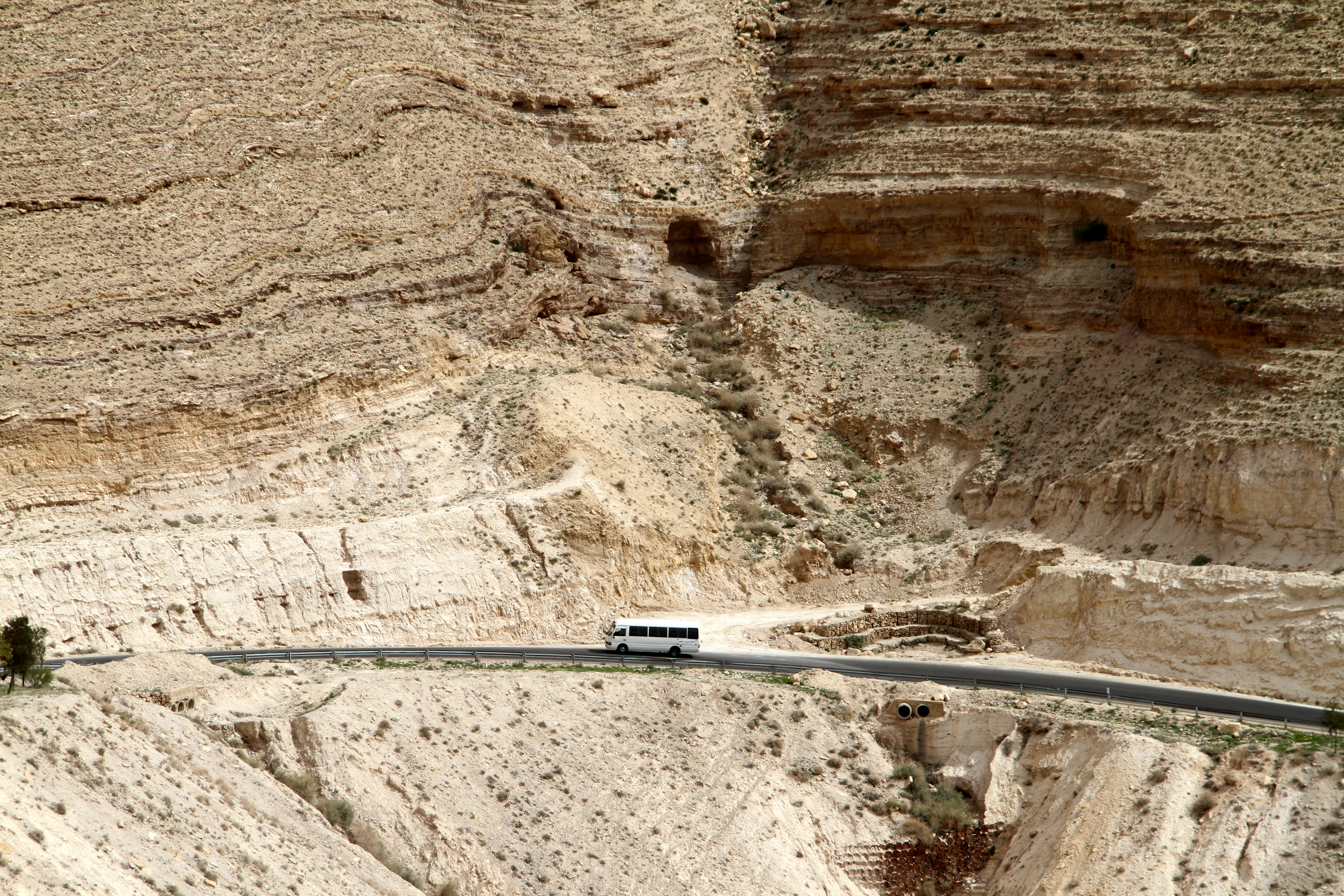
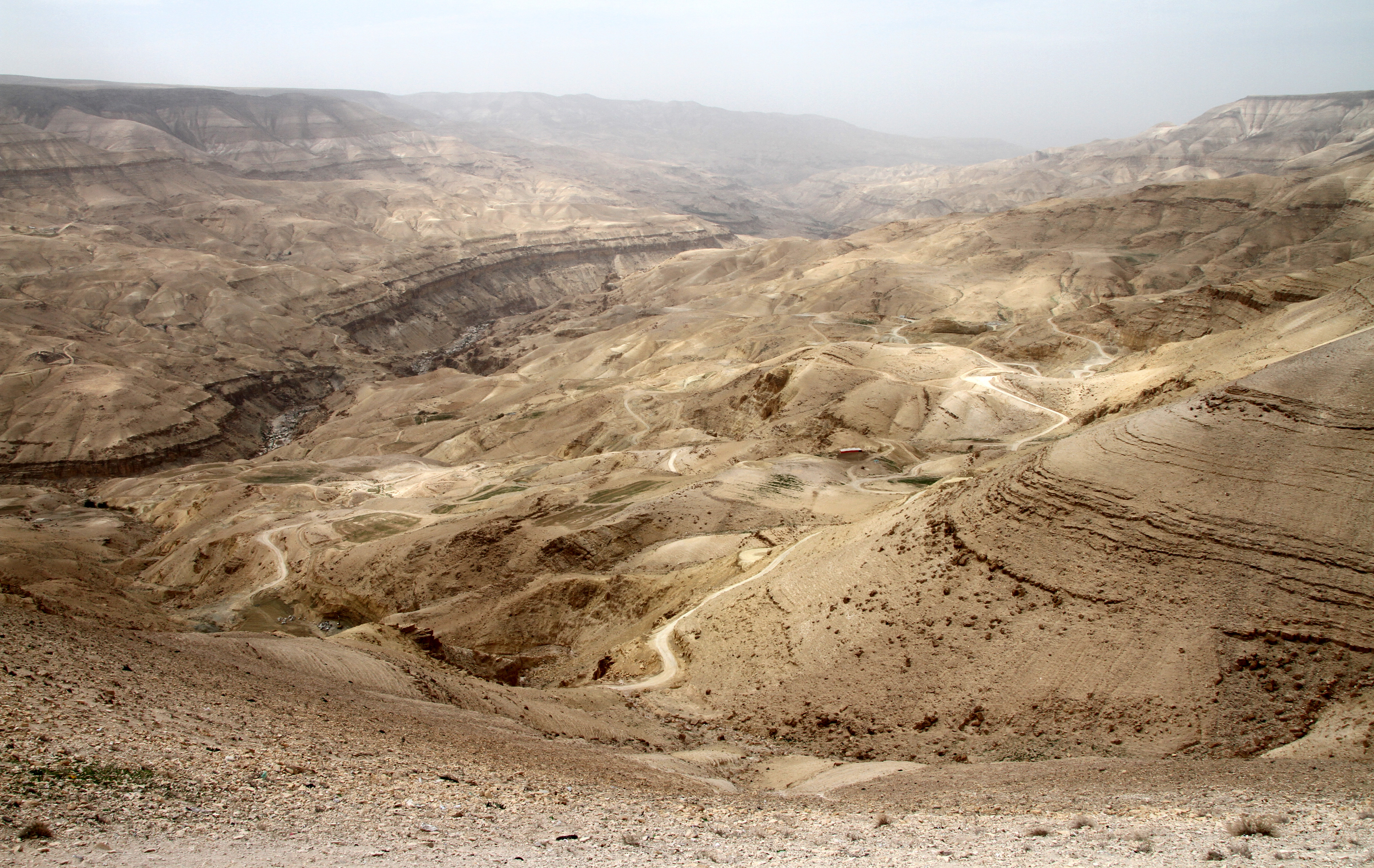
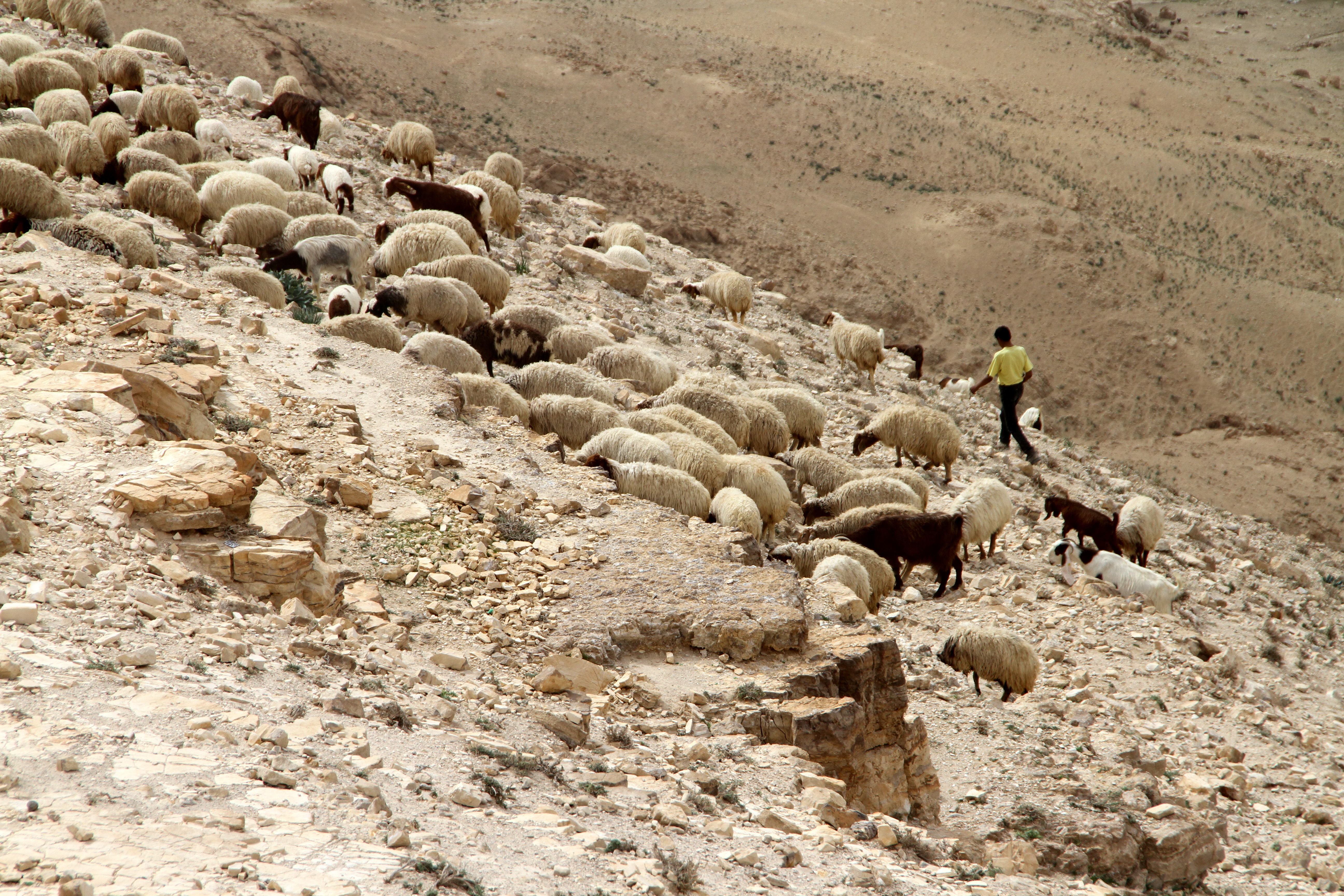
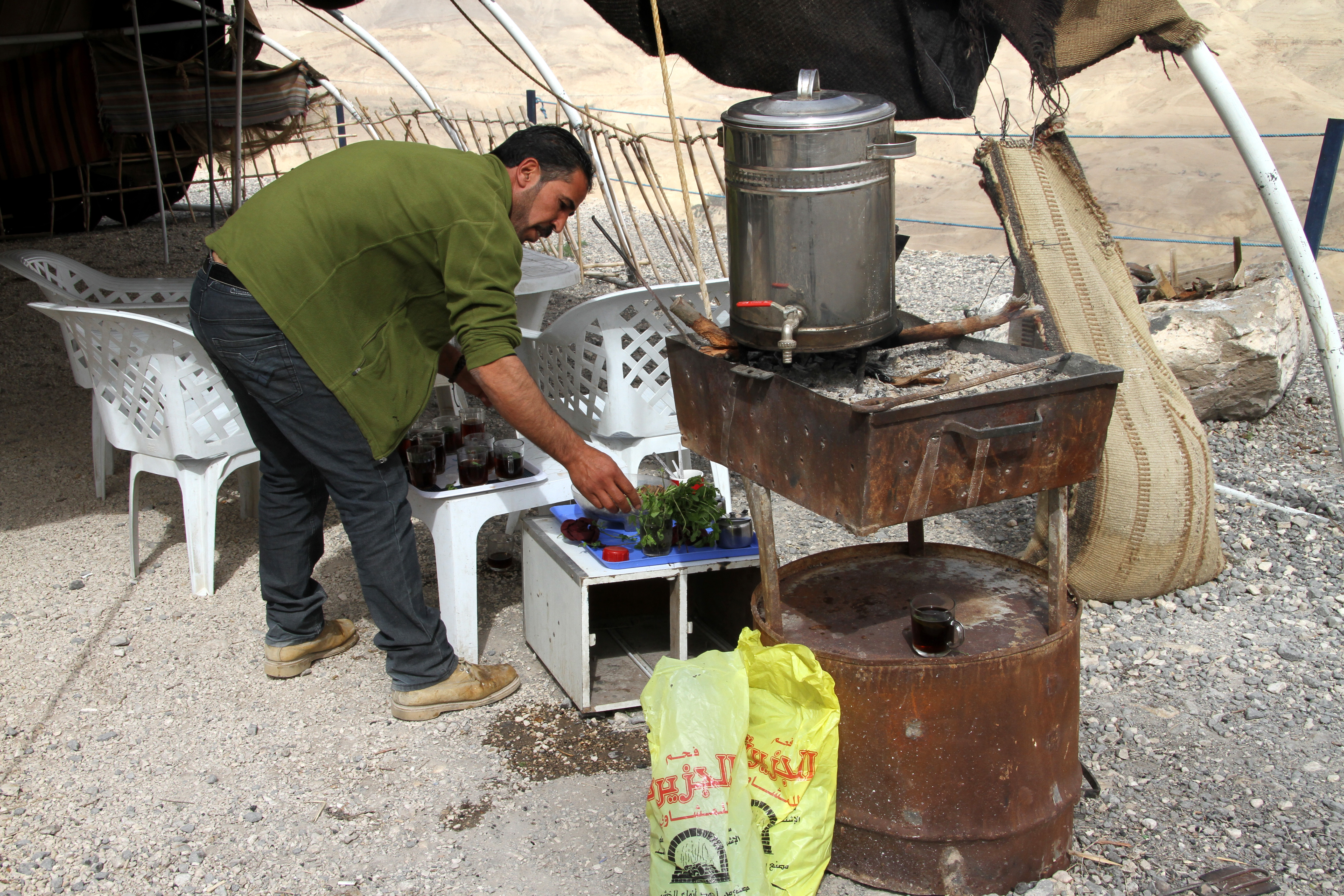
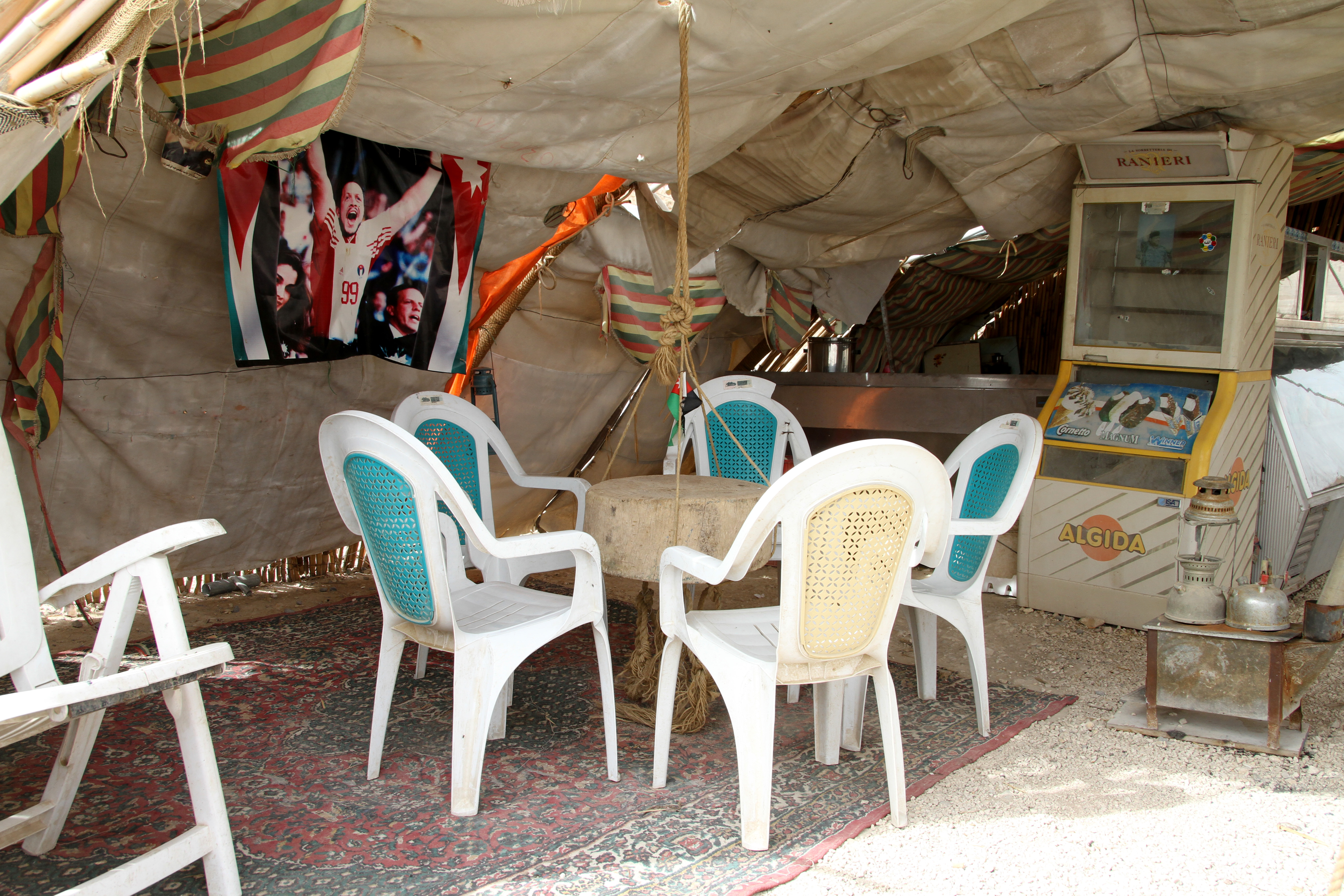

## وصلات خارجية
- مجموعة صور مستندة إلى المركز الأمريكي للأبحاث الشرقية.
- وادي الموجب، الخزان الروماني بجانب نوفا تريانا.
- وادي موجب في الطرف الغربي.